# Хашим (шеку Борну)
Хашим (Ашимі) (*д/н — 1893) — 7-й шеку (володар) Борну в 1885—1893 роках. Повне ім'я Хашим ібн Умар Кура аль-Канемі.

## Життєпис
Походив з династії Канемі. Син шеху Умара I. Здобув ґрунтовну ісламську освіту, але не мав військових здібностей.
У жовтні 1885 року повалив свого брата Ібрагіма I, захопивши трон. Він стикнувся з економічною кризою внаслідок остаточного занепаду торгівлі, повстань селян та мешканців міст, невдоволених великими податками.
Згодом вступив у конфлікт з Юсуфом бен Алі, султаном Вадай. Війна між цими державами послабила обох, але жодна зі сторін не досягла успіху.
1893 році проти Хашима виступив Рабіх аз-Зубайр, що ще раніше на південь від Вадай, створив власну державу. В двох битвах (в травні й вересні біля Ам-Гоббіо і Легарва) війська Борну зазнали поразки. Хашим розпочав перемовини з Рабіхом.
Невдоволені військові обрали новим шеху небожа Хашима — Кайрі. Останній в Н'галагаті поблизу Гейдама наказав вбити Хашима.